# Strade provinciali della provincia di Alessandria

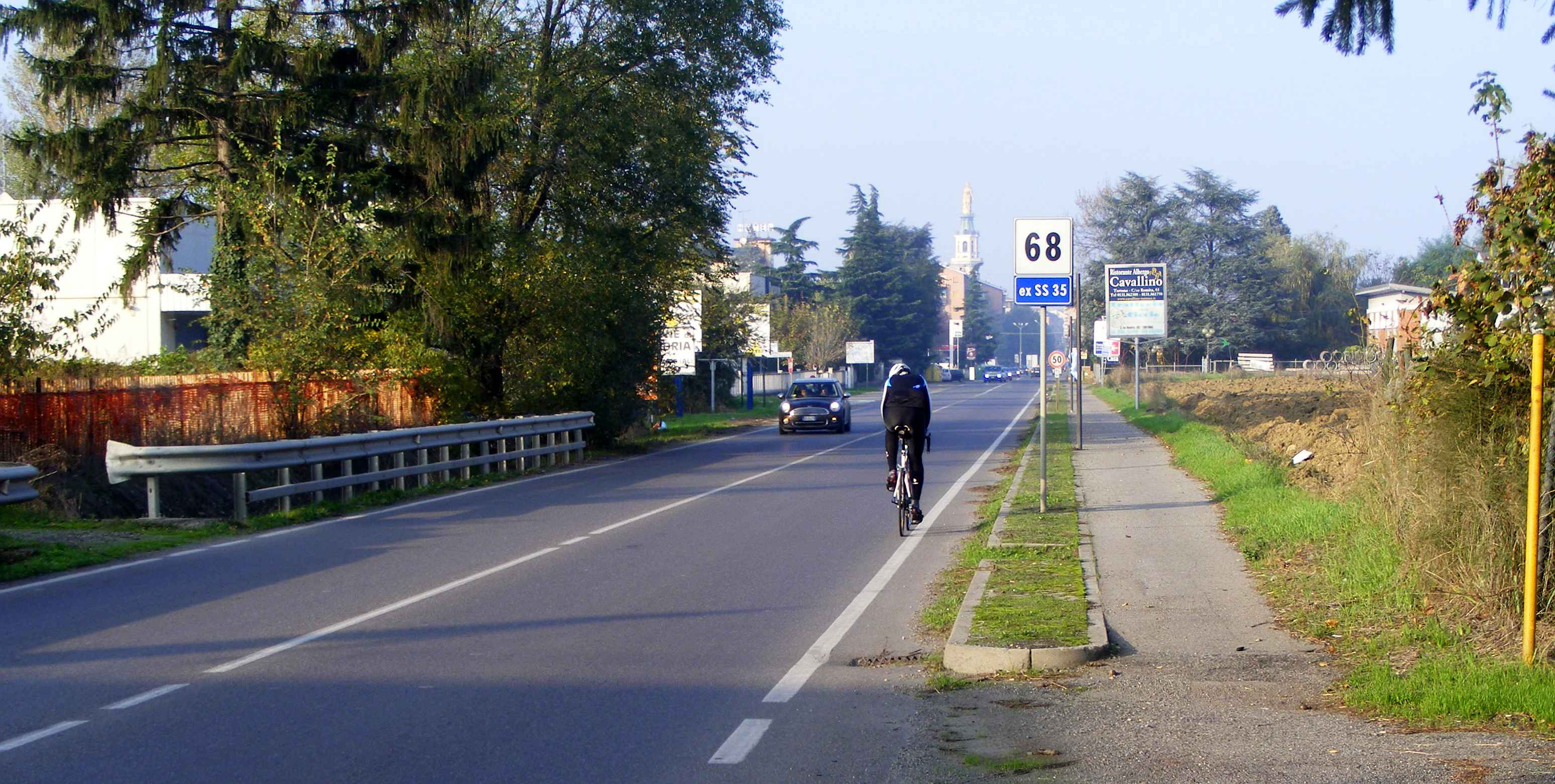
SP 35 dei Giovi (ora Strada statale 35 dei Giovi) presso Tortona

Questo è un elenco delle strade provinciali e delle strade statali declassate e gestite dalla provincia presenti sul territorio della provincia di Alessandria, e di competenza della provincia stessa:

## SP 1 - SP 9
- Strada Provinciale 1: collega dal confine con la città metropolitana di Torino (Verrua Savoia) alla ex Strada statale 590 della Val Cerrina
- Strada Provinciale 2: collega la SP1 a Moncestino
- Strada Provinciale 3: collega la SP1 al confine con la provincia di Asti (Montiglio)
- Strada Provinciale 4: collega la SP3 a Villamiroglio
- Strada Provinciale 5: collega Gabiano alla SP7
- Strada Provinciale 6: collega il paese di Gabiano
- Strada Provinciale 7: collega Casale Monferrato al confine con la provincia di Vercelli (Trino)
- Strada Provinciale 8: collega Pontestura all'ex Strada statale 455 di Pontestura
- Strada Provinciale 9: collega la ex Strada statale 455 di Pontestura con i paesi di Solonghello e Mombello Monferrato (semiconcetrico)

## SP 10 - SP 19
- Strada Provinciale 10: collega Gabiano alla ex Strada statale 590 della Val Cerrina
- Strada Provinciale 11: collega Odalengo Grande alla ex Strada statale 590 della Val Cerrina
- Strada Provinciale 12: collega la ex Strada statale 590 della Val Cerrina al confine con la provincia di Asti (Montiglio Monferrato)
- Strada Provinciale 13: collega la SP12 al confine con la provincia di Asti (Moncalvo)
- Strada Provinciale 14: collega Cardona di Alfiano Natta al confine con la provincia di Asti (Tonco)
- Strada Provinciale 15: collega Alfiano Natta al confine con la provincia di Asti (Tonco)
- Strada Provinciale 16: collega la ex Strada statale 590 della Val Cerrina alla SP13
- Strada Provinciale 17: NON ASSEGNATO
- Strada Provinciale 18: collega la ex Strada statale 590 della Val Cerrina alla SP19
- Strada Provinciale 19: collega la ex Strada statale 590 della Val Cerrina alla ex Strada statale 455 di Pontestura

## SP 20 - SP 29
- Strada Provinciale 20: collega Madonnina di Serralunga di Crea alla ex Strada statale 457 di Moncalvo
- Strada Provinciale 21: collega Madonnina di Serralunga di Crea alla ex Strada statale 590 della Val Cerrina
- Strada Provinciale 22: collega il Sacro Monte di Crea alla SP19
- Strada Provinciale 23: collega Ponzano Monferrato alla  ex Strada statale 455 di Pontestura
- Strada Provinciale 24: collega Morano sul Po al confine con la provincia di Vercelli (Costanzana)
- Strada Provinciale 25:  collega Morano sul Po al confine con la provincia di Vercelli (Motta de' Conti)
- Strada Provinciale 26: collega Balzola alla ex Strada statale 31 bis del Monferrato
- Strada Provinciale 27: collega la SP25 al confine con la provincia di Vercelli (Rive)
- Strada Provinciale 28: collega la SP25 al confine con la provincia di Vercelli (Caresana)
- Strada Provinciale 29: Terranova - Motta de' Conti

## SP 30 - SP 39
- Strada Provinciale 30 Alessandria - Moncalvo
- Strada Provinciale 31 del Monferrato
- Strada Provinciale 32 Trino - Camino
- Strada Provinciale 33 di Treville
- Strada Provinciale 34 la Ducale
- Strada Provinciale 35 dei Giovi — Dal 2021 è classificata come strada statale
- Strada Provinciale 36 della Raviara
- Strada Provinciale 37 Ozzano - Grazzano
- Strada Provinciale 38 Chiabotto di San Giorgio - Ozzano
- Strada Provinciale 39 della Concordia

## SP 40 - SP 49
- Strada Provinciale 40 di Cella Monte
- Strada Provinciale 41 dalla Frazione Coppi
- Strada Provinciale 42 Pozzo Sant'Evasio - Ottiglio
- Strada Provinciale 43 Canelli - Terzo per Montabone
- Strada Provinciale 44 di Terruggia
- Strada Provinciale 45 di Stevani
- Strada Provinciale 46 di Frassinello
- Strada Provinciale 47 Serole - Spigno
- Strada Provinciale 48 di Fons Salera
- Strada Provinciale 49 per Casorzo

## SP 50 - SP 59
- Strada Provinciale 50 Alessandria - Casale
- Strada Provinciale 51 Incisa Scapaccino - Oviglio
- Strada Provinciale 52 Alfiano Natta - Asti per FS di Tonco
- Strada Provinciale 53 dei Franchini
- Strada Provinciale 54 Casale - Ticineto
- Strada Provinciale 55 Casale - Valenza
- Strada Provinciale 56 dei Rossi
- Strada Provinciale 57 Frassineto - Borgo San Martino
- Strada Provinciale 58 Ticineto - Occimiano
- Strada Provinciale 59 Ticineto - San Salvatore

## SP 60 - SP 69
- Strada Provinciale 60 Villabella - Giarole
- Strada Provinciale 61 Mirabello - Giarole
- Strada Provinciale 62 Occimiano - Giarole
- Strada Provinciale 63 Valenza - Mirabello
- Strada Provinciale 64 Valenza - San Salvatore
- Strada Provinciale 65 Castelletto - San Salvatore
- Strada Provinciale 66 Occimiano - Lu
- Strada Provinciale 67 di San Maurizio
- Strada Provinciale 68 Conzano - Casorzo
- Strada Provinciale 69 della Bonina

## SP 70 - SP 79
- Strada Provinciale 70 Quargnento - Mirabello
- Strada Provinciale 71 San Salvatore - Lu
- Strada Provinciale 72 Cuccaro - Vignale
- Strada Provinciale 73 la Rabbiosa
- Strada Provinciale 74 Fubine - Cuccaro
- Strada Provinciale 75 Castelletto - Quargnento
- Strada Provinciale 76 Quargnento - Solero
- Strada Provinciale 77 di Felizzano
- Strada Provinciale 78 Valenza - Rivellino
- Strada Provinciale 79 Alessandria - Pecetto

## SP 80 - SP 89
- Strada Provinciale 80 Alessandria - Bassignana
- (Strada Provinciale 81 - Ceduta
- Strada Provinciale 82 Spinetta - Sale
- Strada Provinciale 83 San Giuliano Vecchio - Sale
- Strada Provinciale 84 della Vacca
- Strada Provinciale 85 Castelnuovo Scrivia - Alluvioni Cambiò
- Strada Provinciale 86 Guazzora - Isola Sant'Antonio
- Strada Provinciale 87 Molino de' Torti - Isola Sant'Antonio
- Strada Provinciale 88 Castelnuovo Scrivia - Guazzora
- Strada Provinciale 89 di Alzano

## SP 90 - SP 99
- Strada Provinciale 90 del Po
- Strada Provinciale 92 Castelnuovo Scrivia - Casei Gerola
- Strada Provinciale 93 Castelnuovo Scrivia - Pontecurone
- Strada Provinciale 94 della Fornace
- Strada Provinciale 95 Castelnuovo Scrivia - Tortona
- Strada Provinciale 96 Pontecurone - Rivanazzano
- Strada Provinciale 97 Pontecurone - Volpedo
- Strada Provinciale 98 Pontecurone - Viguzzolo
- Strada Provinciale 99 Tortona - Rivanazzano

## SP 100 - SP 109
- Strada Provinciale 100 della Val Curone
- Strada Provinciale 101 Cerro Tanaro - Refrancore
- Strada Provinciale 102 Casalnoceto - Volpedo
- Strada Provinciale 103 di Casalnoceto
- Strada Provinciale 104 Volpedo - Pozzol Groppo
- Strada Provinciale 105 di San Lorenzo
- Strada Provinciale 106 di Zebedassi
- Strada Provinciale 107 di Monleale
- Strada Provinciale 108 di Momperone
- Strada Provinciale 109 di Serra del Monte

## SP 110 - SP 119
- Strada Provinciale 110 San Sebastiano - Pertuso
- Strada Provinciale 111 di Sulpiano
- Strada Provinciale 112 di Forotondo
- Strada Provinciale 113 Castelrocchero - Valle Bogliona
- Strada Provinciale 114 di Montacuto
- Strada Provinciale 115 Cantalupo - Morigliassi
- Strada Provinciale 116 di Costa Serra
- Strada Provinciale 117 di Montemarzino
- Strada Provinciale 118 di Casasco
- Strada Provinciale 119 di Polverola

## SP 120 - SP 129
- Strada Provinciale 120 della Val Grue
- (Strada Provinciale 121) Declassificata e ceduta al comune di Tortona
- Strada Provinciale 122 di Campioli
- Strada Provinciale 123 di Montebore
- Strada Provinciale 124 di Sarezzano
- Strada Provinciale 125 Tortona - Avolasca
- Strada Provinciale 126 di Cerreto Grue
- Strada Provinciale 127 della Capanna
- Strada Provinciale 128 di Madonna di Fonti
- Strada Provinciale 129 dell'Ossonella

## SP 130 - SP 139
- Strada Provinciale 130 della Val Ossona
- Strada Provinciale 131 di Sarizzola
- Strada Provinciale 132 di Carbonara
- Strada Provinciale 133 Carbonara - Spineto
- Strada Provinciale 134 Spineto - Villalvernia
- Strada Provinciale 135 Serravalle - Carezzano
- Strada Provinciale 137 Garbagna - Bastita
- Strada Provinciale 138 di Cella
- Strada Provinciale 139 Carezzano - Cassano

## SP 140 - SP 149
- Strada Provinciale 140 della Val Borbera
- Strada Provinciale 141 Cassano - Sant'Agata Fossili
- Strada Provinciale 142 di Sardigliano
- Strada Provinciale 143 Serravalle - Vignole
- Strada Provinciale 144 di Valle Spinti
- Strada Provinciale 145 di Val Sisola
- Strada Provinciale 146 di Borassi
- Strada Provinciale 147 di Carrega
- Strada Provinciale 148 Quattro Cascine - Rivalta Scrivia
- Strada Provinciale 149 di Levata

## SP 150 - SP 159

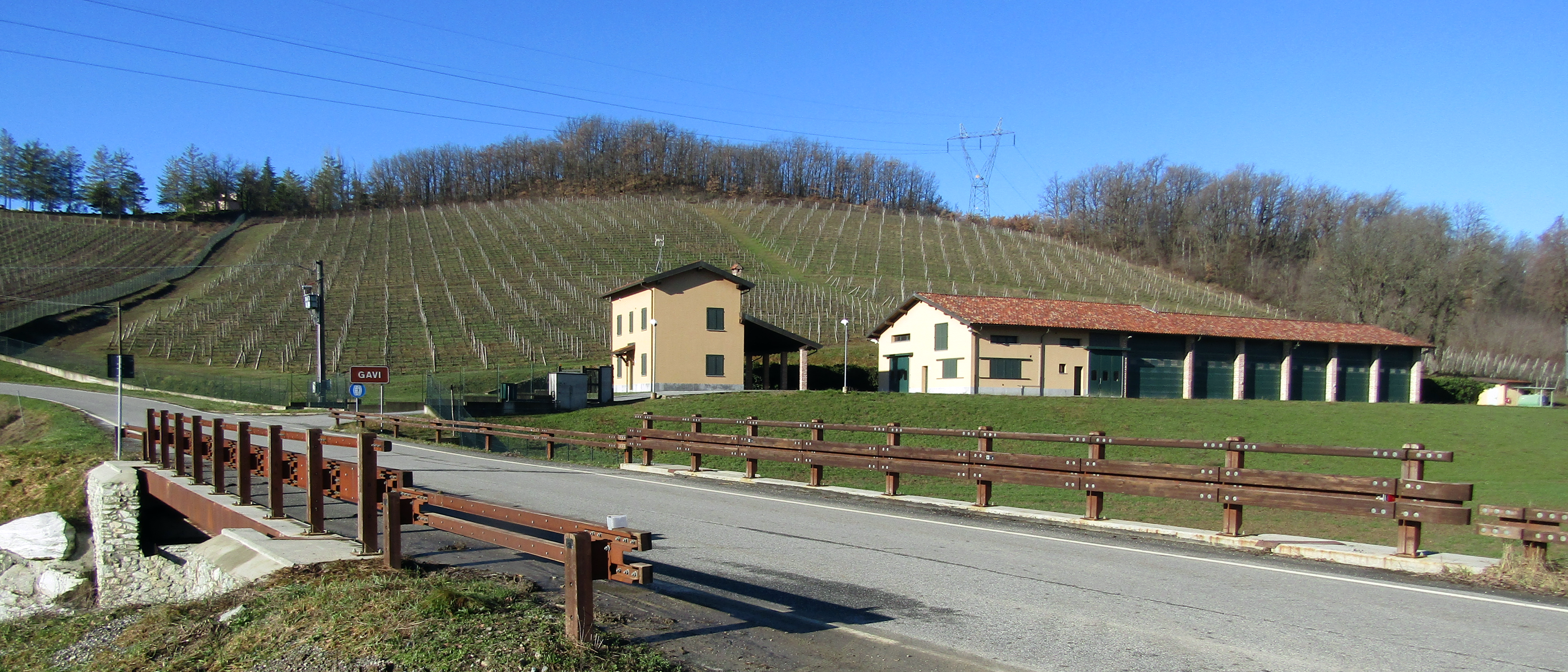
La SP 158 tra Novi e Gavi

- Strada Provinciale 150 della Fraschetta
- Strada Provinciale 151 Pozzolo - Villalvernia
- Strada Provinciale 152 della Merella
- Strada Provinciale 153 Novi - Cassano
- Strada Provinciale 154 Bosco Marengo - Novi Ligure
- Strada Provinciale 155 Novi - Ovada
- Strada Provinciale 156 Novi - Francavilla
- Strada Provinciale 157 Pasturana - Basaluzzo
- Strada Provinciale 158 della Lomellina
- Strada Provinciale 159 di Tassarolo

## SP 160 - SP 169
- Strada Provinciale 160 di Val Lemme
- Strada Provinciale 161 della Crenna
- Strada Provinciale 162 di Monterotondo
- Strada Provinciale 163 della Castagnola
- Strada Provinciale 164 di Fraconalto
- Strada Provinciale 165 delle Capanne di Marcarolo
- Strada Provinciale 166 di Val Morsone
- Strada Provinciale 167 dei Piani di Praglia
- Strada Provinciale 168 di San Remigio
- Strada Provinciale 169 di Spessa

## SP 170 - SP 179
- Strada Provinciale 170 Ovada - Gavi
- Strada Provinciale 171 di Tagliolo
- Strada Provinciale 172 della Caraffa
- Strada Provinciale 173 di Parodi
- Strada Provinciale 174 di Gallaretta
- Strada Provinciale 175 Castelletto d'Orba - Mornese
- Strada Provinciale 176 Gavi - Castelletto d'Orba
- Strada Provinciale 177 Capriata - San Cristoforo
- Strada Provinciale 178 Capriata - Francavilla
- Strada Provinciale 179 dell'Iride

## SP 180 - SP 189
- Strada Provinciale 180 Spinetta - Basaluzzo
- Strada Provinciale 181 Bosco Marengo - Cantalupo
- Strada Provinciale 182 della Torre
- Strada Provinciale 183 della Maranzana
- Strada Provinciale 184 Portanova - Castelspina
- Strada Provinciale 185 della Valle Orba
- Strada Provinciale 186 Retorto - Gamalero
- Strada Provinciale 187 di Gamalero
- Strada Provinciale 189 di Cascina Vecchia

## SP 190 - SP 199
- Strada Provinciale 190 Retorto - Cremolino
- Strada Provinciale 191 Rocca Grimalda - Schierano
- Strada Provinciale 192 dei Boschi
- Strada Provinciale 193 Mantovana - Montaldo
- Strada Provinciale 194 dei Ricciotti
- Strada Provinciale 195 Castelnuovo Bormida - Strevi
- Strada Provinciale 196 di Castelnuovo Bormida
- Strada Provinciale 197 Carpeneto - Rivalta Bormida
- Strada Provinciale 198 dello Stanavasso
- Strada Provinciale 199 Rocca Grimalda - Carpeneto

## SP 200 - SP 209
- Strada Provinciale 200 Ovada - Rivalta Bormida
- Strada Provinciale 201 di Pontechino
- Strada Provinciale 202 di Morsasco
- Strada Provinciale 203 di Cremolino
- Strada Provinciale 204 della Priarona
- Strada Provinciale 205 Molare - Visone
- Strada Provinciale 206 della Cavalla
- Strada Provinciale 207 di Olbicella
- Strada Provinciale 208 Cassinelle - Cimaferle
- Strada Provinciale 209 della Chiappuzzotta

## SP 210 - SP 219
- Strada Provinciale 210 Acqui - Palo
- Strada Provinciale 211 della Lomellina
- Strada Provinciale 212 della Pieve
- Strada Provinciale 213 di Cartosio
- Strada Provinciale 214 di Melazzo
- Strada Provinciale 215 Spigno - Pareto
- Strada Provinciale 216 di Miogliola
- Strada Provinciale 217 Malvicino - Pareto
- Strada Provinciale 219 di Turpino

## SP 220 - SP 229
- Strada Provinciale 220 Montechiaro - Pareto
- Strada Provinciale 221 di Denice
- Strada Provinciale 222 di San Martino
- Strada Provinciale 223 per Monastero Bormida
- Strada Provinciale 224 del Bricco
- Strada Provinciale 225 Melazzo - Montechiaro
- Strada Provinciale 226 di Sant'Angelo
- Strada Provinciale 227 del Rocchino
- Strada Provinciale 228 Bistagno - Cortemilia
- Strada Provinciale 229 di Roncogennaro

## SP 230 - SP 239
- Strada Provinciale 230 della Val Bogliona
- Strada Provinciale 231 Terzo - Montabone
- Strada Provinciale 232 di Moirano
- Strada Provinciale 233 delle Rocche
- Strada Provinciale 234 di Alice Bel Colle
- Strada Provinciale 235 Cassine - Quaranti
- Strada Provinciale 236 Ricaldone - Maranzana
- Strada Provinciale 237 di San Rocco
- Strada Provinciale 238 dei Tacconotti
- Strada Provinciale 239 di Borgoratto

## SP 240 - SP 249
- Strada Provinciale 240 Alessandria - Nizza
- Strada Provinciale 241 di Carentino
- Strada Provinciale 242 Oviglio - Bergamasco
- Strada Provinciale 243 Oviglio - Incisa
- Strada Provinciale 244 Alessandria - Cantalupo
- Strada Provinciale 245 Oviglio - Isola d'Asti
- Strada Provinciale 246 Alessandria - Oviglio
- Strada Provinciale 247 Masio - Piepasso
- Strada Provinciale 248 di Marengo

## SP 250 - SP 599
- Strada Provinciale 334 del Sassello
- Strada Provinciale 455 di Pontestura
- Strada Provinciale 456 del Turchino
- Strada Provinciale 457 di Moncalvo
- Strada Provinciale 494 Vigevanese
- Strada Provinciale 590 della Val Cerrina
- Strada Provinciale 596 dir dei Cairoli